# فيسيل كوبه
فيسيل كوبه (باليابانية: ヴィッセル神戸) هو نادي كرة قدم ياباني تأسس سنة 1966 يقع في مدينة كوبه، محافظة هيوغو.

## أهم اللاعبين الذين لعبوا للنادي خلال تاريخه
- ماثيو بينجلي
- فابيو سيمبليسيو
- بسمارك باريتو فاريا
- أوسياس
- ماتشادو روجر ماركيز
- باتريك مبوما
- خوليان استفيان فيليز
- بافل هورفاث
- إيفو أولي
- مايكل لاودروب
- بوديمير بوياسيتش
- توماس بيكل
- زياد التلمساني
- إلهان مانسيز
- أندريس إنييستا
- دافيد فيا

## وصلات خارجية
- الموقع الرسمي